# 和歌山ジャズマラソン
和歌山ジャズマラソン（わかやまジャズマラソン）は、和歌山市で行われる市民マラソン大会である。2001年に日本初のミュージックマラソンとしてスタートした。第19回（2019年）まで「和歌浦ベイマラソン with ジャズ」の名称で開催されていた。

## 概要
コース沿道に設けられたライブステージで、ジャズの生演奏が行われる中をランナーが走る「ミュージックマラソン」が特徴である。また、「絶景の宝庫」といわれる日本遺産和歌の浦の風景も楽しむことができる。
ハーフマラソンをはじめ、10km、5km、3km、2kmのコースが設定され、幅広い年代が参加可能である。
2020年、スポーツ文化ツーリズムアワード2020を受賞した。

## 歴史
2001年、第1回大会が最長12kmのコース設定で開催された。
第3回大会からハーフマラソンのコースが設けられた。
第4回大会では、台風23号の影響でハーフマラソンのコースを急遽変更して開催された。
第8回大会ではエントリー数12,063人と1万人の大台を超えた。その後も9,000-13,000人台のエントリー数を維持している。
第11回大会から、ハーフマラソンが日本陸上競技連盟公認コースとなった。
2020年および2021年の大会は新型コロナウイルスの流行により中止となった。

## コース

### ハーフマラソン
以前は、和歌山マリーナシティ前をスタート地点とし、サンブリッジを渡り和歌浦湾を望むシーサイドロードを進み、医大病院前交差点で左折、あしべ橋を通り、片男波海水浴場で折り返す比較的平坦なコースであった。
第10回大会よりハーフマラソンコースが変更され、和歌山市中央卸売市場がスタート地点となった。前半で起伏に富む雑賀崎を越え、その後新和歌浦を通り片男波海水浴場に出てからは従来と同様に和歌山マリーナシティへ向かうコースとなった。
2020年の第20回大会より和歌山城をスタート地点とするコース変更を予定していたが、前述のように開催中止となった。2022年は新コースで開催予定である。

### 10km以下
和歌山マリーナシティ前をスタート・ゴールとするコースである。

## ゲストランナー
第1回　浅利純子、山下美幸
第2回　トミーズ雅
第3回　秋田遠和、西貝朋美
第4回　桂枝曾丸、中井裕美
第5回　山下美幸、中野剛、ウインズ
第6回　大家正喜、グレース・モマニー
第7回　桂枝曾丸
第8回　井上悟、大崎悟史
第9回　山下美幸
第10回　市橋有里、エリック・ワイナイナ

## 運営
- 主催：和歌山市、和歌山市教育委員会、和歌山ジャズマラソン実行委員会
- ナンバーカードスポンサー（第19回）：紀陽銀行、オークワ、島精機製作所、和歌山マリーナシティ、ネッツトヨタ和歌山